# Taça Guanabara de 1966
A Taça Guanabara de 1966 foi a segunda edição da Taça Guanabara, porém não foi o primeiro turno do Campeonato Carioca de Futebol de 1966, e sim uma competição à parte, que classificava o seu campeão para a Taça Brasil de 1966. O vencedor foi o Fluminense.

## História
Inicialmente a Taça Guanabara de 1966 estava programada para ser disputada por quatro participantes, que seriam os quatro primeiros colocados no Campeonato Carioca de 1965, mas posteriormente teve o seu número aumentado para seis, a saber, pela ordem de colocação: Flamengo, Bangu, Fluminense e Botafogo (empatados em terceiro lugar, pois não havia critério de desempate, embora o Fluminense tivesse mais vitórias, gols a favor e melhor saldo de gols), Vasco da Gama e Bonsucesso.
Tendo havido empate em número de pontos (7) durante a competição, Flamengo e Fluminense fizeram partida desempate para decidir o título,[carece de fontes?] com o Fluminense tendo a vantagem do empate durante a partida e após sua prorrogação, por conta de ter um melhor saldo de gols (quatro contra dois).
Ao vencer o Flamengo por 3 a 1 no jogo extra, o Fluminense terminou a Taça Guanabara de 1966 com três vitórias e três empates, nove gols a favor e três contra, se sagrando o primeiro campeão invicto da História da Taça Guanabara.

## Fórmula de disputa
Os seis participantes jogaram contra os demais participantes apenas em jogos de ida no sistema de pontos corridos. Em caso de empate por pontos, jogo(s) extra(s) para decidir o título.[carece de fontes?] Em caso de empate no jogo extra e na sua  prorrogação, sagraria-se campeão o time de melhor campanha.

## Campanha do campeão

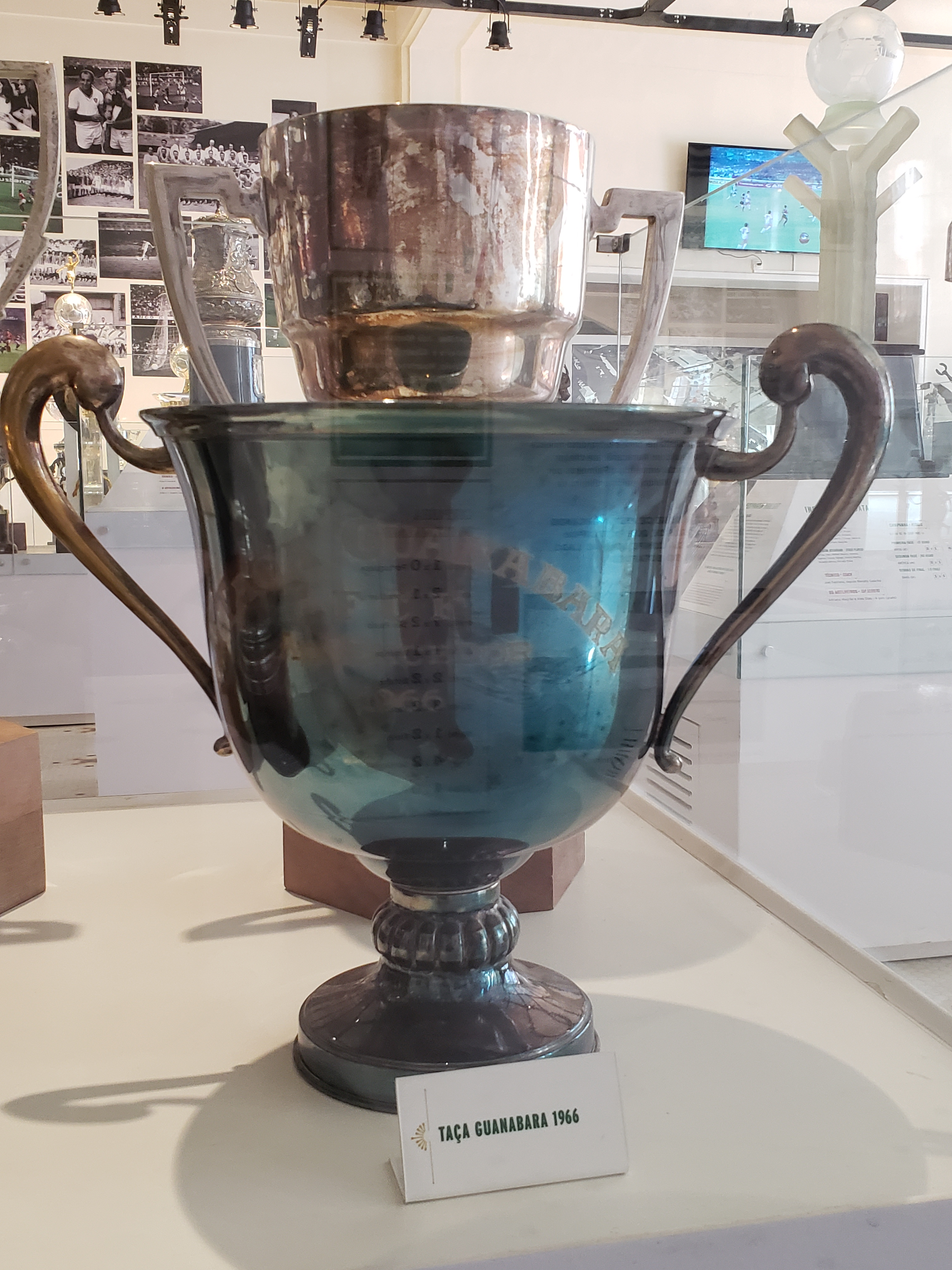
Taça Guanabara de 1966.

1. Fluminense 0–0 Botafogo.
2. Fluminense 1–0 Bonsucesso.
3. Fluminense 0–0 Bangu.
4. Fluminense 2–2 Flamengo.
5. Fluminense 3–0 Vasco da Gama.

Jogo extra
6. Fluminense 3–1 Flamengo.

## Decisão - Jogo extra
Fluminense 3–1 Flamengo
Data - 7 de setembro de 1966.
Local - Estádio do Maracanã.
Público - 69.730 pagantes.
Renda - NCr$ 101.154,81.
Árbitro - Aírton Vieira de Morais.
Gols - 1° tempo: Fluminense 1 a 0, Amoroso aos 30'; Final: Fluminense 3 a 1, Mário aos 62' e 85' e Silva Batuta aos 70'.
Fluminense - Jorge Vitório, Oliveira, Caxias, Altair e Bauer; Denílson e Jardel; Amoroso, Samarone, Mário e Lula. Técnico: Elba de Pádua Lima "Tim".
Flamengo - Valdomiro, Murilo, Mário Braga, Ditão e Paulo Henrique; Carlinhos e Juarez; Fio "Maravilha", Almir, Silva "Batuta" e Osvaldo "Ponte Aérea". Técnico: Armando Renganeschi.

## Premiação
| Taça Guanabara de 1966         |
| Rio de Janeiro                 |
| ------------------------------ |
| FLUMINENSE Campeão (1º título) |